# 吴堡县
吴堡县是中国陕西省榆林市下辖的一个县，位于榆林东南角，距榆林市176公里，距延安市260公里，距西安市628公里。区域总面积为420.84平方公里。

## 地理
吴堡县位于黄河西岸，与山西省柳林县相对；与佳县、绥德相邻。吴堡境内典型黄土高原沟壑纵横的地形，气候干旱缺水，水土流失严重。

## 人口
根据2020年第七次全国人口普查结果，吴堡县常住人口为53938人，常住人口数在榆林市12个县级行政区中排倒数第1位。 全县常住人口与2010年第六次全国人口普查的75748人相比，十年共减少21810人，下降28.79%，年平均增长率为-3.34%。

## 行政区划
吴堡县下辖1个街道办事处、5个镇：
宋家川街道、辛家沟镇、郭家沟镇、寇家塬镇、岔上镇和张家山镇。

## 交通
- 公路： 307国道、 青银高速
- 铁路：太中银铁路

## 经济
吴堡是贫困县。2005年发现有大型优质煤田，尚未开采。还有煤成气、浊氟石、磷矿等。307国道和太中银铁路过境。 特产红枣、蚕桑等。

## 方言
吳堡話屬于晉語吕梁片，老派可以區分尖團，是寥寥無幾可分尖團的晉語。
吳堡縣面積雖然不大，但內部差異却不小，可以略分為上吳堡話語下吳堡話。自東往西，橫溝、槐樹港、前胡家山、東王家山、車家塬、深砭墕、斜側、高家莊一線以北說上吳堡話，以南說下吳堡話。縣城所在地宋家川鎮的口音屬于下吳堡話。兩種口音的主要區別在于：①部分果攝合口字上吳堡讀[ɤu(uɤu)]，下吳堡讀[u];②蟹攝開口四等透母、定母(平聲)字，如「梯體剃提」，上吳堡念[tʰɛe]，下吳堡念[tɕʰi]。③有些詞語上下吳堡說法不同。请比较：
| 上吴堡 | 一根冲   | 这里股 | 唂芦儿 | 山药   | 丸子 | 哪底价 | 油馍馍 | 条子 | 实骨子 | 圪料 |
| 下吴堡 | 一股劲儿 | 以后   | 葫芦儿 | 山蔓儿 | 擦擦 | 作摩价 | 花卷儿 | 褥子 | 实际上 | 古怪 |

除了以上两种主要的土语地区外，还有其他几种口音，此处暂忽略。

## 历史文化
相传这里曾经被赫连勃勃用来安置南朝刘裕（宋）的俘虏，因此得名吴儿堡。
北汉时吴堡建有石头古城，目前仍有部分明清建筑。由于山上取水困难，居民大都迁到山下新城。
北宋时属石州定胡县。

吴堡曾是陕甘宁边区的组成部分。